# Установка дегідрогенізації пропану в Ульсані (SK-Advanced)
Установка дегідрогенізації пропану в Ульсані (SK-Advanced) – виробництво нафтохімічної промисловості у Південній Кореї, створене місцевими та арабськими інвесторами. На момент введення найпотужніше серед аналогічних виробництв країни.
«Сланцева революція» в США створила великий ресурс доступних для експорту зріджених вуглеводневих газів, зокрема пропану. Як наслідок, в Китаї та Південній Кореї почалось спорудження розрахованих на цю сировину виробництв пропілену – установок дегідрогенізації пропану. Одну з них звела в Ульсані (великий промисловий центр на південно-східному узбережжі Південної Кореї) компанія SK-Advanced, що є спільним підприємством місцевої SK Gas (45%), кувейтської Petrochemical Industries (25%) та саудівської Advanced Petrochemical (30%, цей учасник володів у своїй країні аналогічною установкою дегідрогенізації в Джубайлі, поява якої втім була пов’язана з ресурсом пропану самої Саудівської Аравії).
Введена в експлуатацію у 2016 році, установка SK-Advanced стала третьою серед споруджених в Ульсані (дві інші належать компаніям Hyosung і Taekwang) та самою потужною серед них – 600 тисяч тонн пропілену на рік. Особливістю проекту є те, що він не споруджувався у зв’язці з лінією поліпропілену (дегідрогенізація дає саме придатний для полімеризації продукт високої якості – polymer-grade-propylene), а розрахований на постачання пропілену іншим споживачам через трубопроводи та за допомогою газових танкерів. Крім основної продукції установка видає водень (саме його відщепленням від пропану і отримують пропілен), а також певну кількість фракції С5+.
Для установки обрали технологію компанії Lummus,  яка станом на кінець 2010-х є другою за поширеністю в світі після розробки компанії UOP (Honeywell).